# Jasan u Starého Bydžova
Památný jasan ztepilý (Fraxinus excelsior) roste v jihovýchodní části obce Starý Bydžov, vlevo od silnice vedoucí do Nového Bydžova v okrese Hradec Králové.
Jasan má obvod kmene 660 cm, výšku 20 m a stáří asi 250 let. Patří mezi pět největších jasanů v ČR.